# Philipp Gabriel Hensler

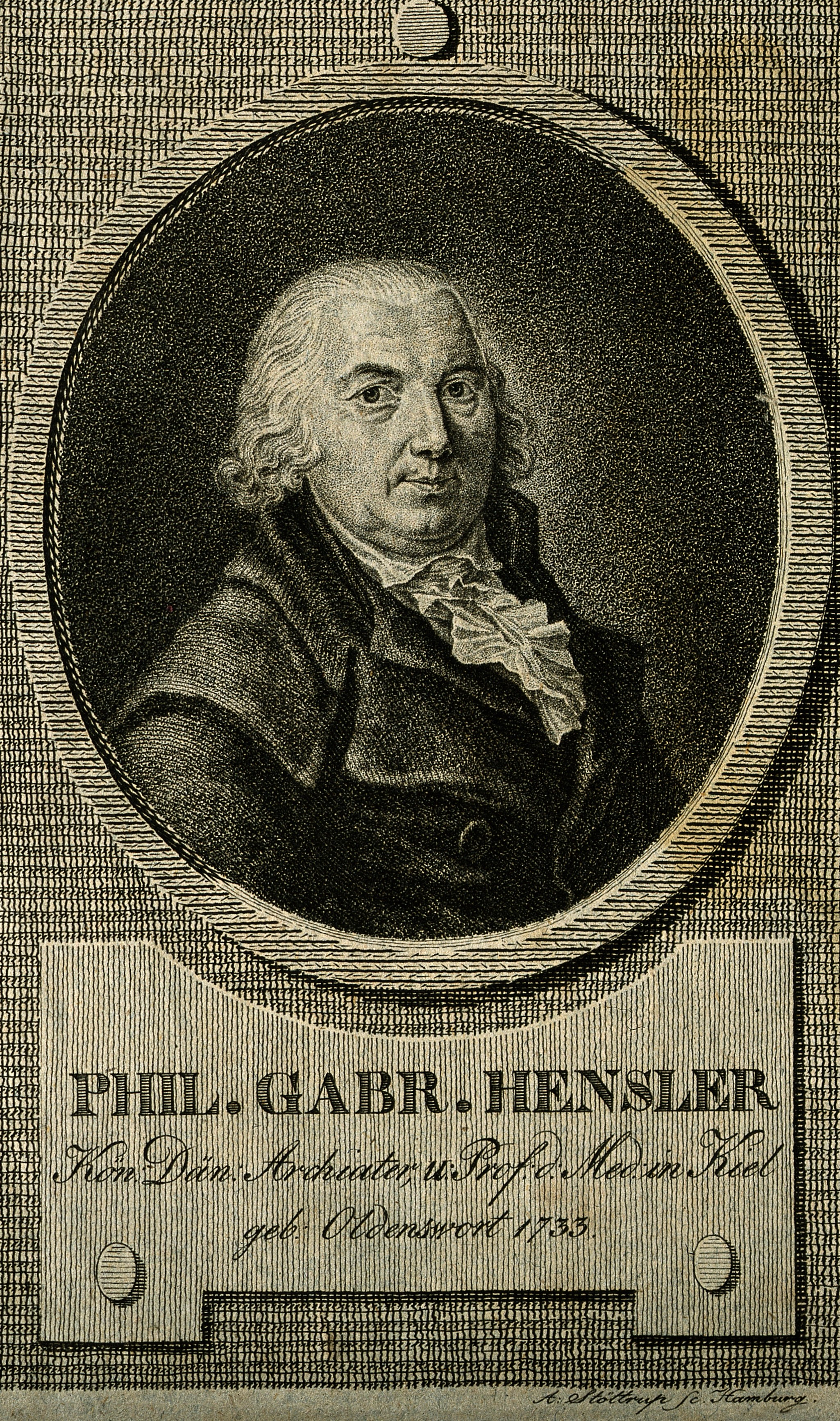
Philipp Gabriel Hensler

Philipp Gabriel Hensler (* 11. Dezember 1733 in Oldenswort; † 31. Dezember 1805 in Kiel) war ein deutscher Arzt, Physikus und Professor für Medizin.

## Leben
Philipp Gabriel Hensler wurde als der Sohn des Oldensworther Diakons Friedrich Hensler und der Margaretha Elisabeth Wedderkop, einer Enkelin von Gabriel Wedderkop, geboren. 1735 wurde Friedrich Hensler Prediger in Friedrichstadt und 1737 an der Preetzer Klosterkirche, wo er 1742 starb. Philipp Gabriels Bruder Peter Wilhelm wurde im Todesjahr des Vaters geboren.
Philipp G. Hensler und sein Bruder wuchsen in der Familie der Mutter in Oldenswort auf, wo der Großvater Matthias Gabriel Wedderkop († 1749) Pastor war. Er besuchte die Lateinschulen in Husum und Schleswig. 1753 begann er ein Studium der Theologie an der Universität Göttingen, das er 1756 beendete. 1760 nahm er ein Medizinstudium auf und schloss dieses nach zwei Jahren ab. Anschließend arbeitete er kurzzeitig als praktizierender Arzt in Preetz und ging 1763 nach Bad Segeberg. Hier wurde er Physikatsarzt für das Amt Segeberg-Land, das Amt Traventhal sowie das Amt Oldesloe.
Johann Hartwig Ernst von Bernstorff vermittelte Hensler 1769 eine Anstellung als Physicus für Altona, die Grafschaft Rantzau sowie der Herrschaft Pinneberg. Er war somit Nachfolger von Johann Friedrich Struensee. 1775 erhielt er die Position des königlich-dänischen Archiaters. Hensler war gut befreundet mit Martin Ehlers und Georg Ludwig Ahlemann, die er in Segeberg kennengelernt hatte. In Hamburg und Altona freundete er sich aufgrund seiner umfangreichen Kenntnisse und seiner Persönlichkeit mit zahlreichen einflussreichen Personen, auch außerhalb der Stadtgrenzen, an. Dazu gehörten Johann Bernhard Basedow, Johann Jakob Dusch und Johann Christoph Unzer. Weitere Freundschaften verbanden ihn mit Matthias Claudius, Friedrich Leopold zu Stolberg-Stolberg und Christian zu Stolberg-Stolberg. Zu den bekanntesten Patienten gehörte Friedrich Gottlieb Klopstock.
Hensler engagierte sich für die Einrichtung öffentlicher Krankenhäuser. 1784 eröffnete auf Henslers Betreiben und finanziert durch Spenden der Bürger eines der ersten Krankenhäuser im deutschsprachigen Raum in der Königstraße in Altona.
1789 erhielt Hensler einen Ruf als ordentlicher Professor der Medizin an die Universität Kiel. Dort beriet er nach 1800 Friedrich Karl von Reventlow, der als Kurator der Universität fungierte. Hensler engagierte sich erfolgreich für Reformen der medizinischen Fakultät. 1802 erhielt Hensler den Titel Etatsrat und wurde 1804 erster Direktor des Schleswig-Holsteinischen Sanitätskollegiums.
Der Arzt hielt sich oft auf Gut Emkendorf auf, wo er Friederike Juliane von Reventlow behandelte. Auch der Emkendorfer Kreis fragte Hensler häufig um Rat.
Hensler war seit 1760 mit Christina Lucia, Tochter des Pastors Hieronymus Kramer aus Preetz, verheiratet. Der älteste Sohn dieser Ehe war der Theologieprofessor Christian Gotthilf Hensler (1760–1812); dessen Tochter Margarethe wurde 1816 die zweite Frau von Barthold Georg Niebuhr. Der zweite Sohn Hieronymus Friedrich Philipp Hensler (* 1766 in Segeberg) studierte Medizin, hielt in Kiel als Privatdozent 1791 und 1792 Vorlesungen und wurde Arzt des Herzogs von Augustenburg Friedrich Christian II. Er starb schon im Alter von 27 Jahren 1793. Seine Witwe Beate Wibke Dorothea (Dora) Hensler geb. Behrens (1770–1860) zog auf den Wunsch ihres Schwiegervaters Hensler zu diesem. Auch ihre Schwester Amalie Behrens, die Niebuhrs erste Frau wurde, lebte bei Hensler.
Sein Stammbuch aus der Zeit von 1753 bis 1756 mit Einträgen aus Göttingen, Kiel, Odense und Kopenhagen ist erhalten; es befand sich 2011 in Bonner Privatbesitz.
Nach seinem Tod verfasste Karl Friedrich Heinrich eine Gedenkschrift an ihn.

## Schriften
Hensler schrieb seit 1767 zahlreiche Rezensionen für die Allgemeine Deutsche Bibliothek von Friedrich Nicolai. 1783 verfasste er sein Hauptwerk über Die Geschichte der Lustseuche, die zu Ende des XV. Jahrhunderts in Europa ausbrach. Das Werk, von dem nur der erste Teil veröffentlicht wurde, blieb unvollendet. 1785 stellte Hensler in der Schrift Über Krankenhäuser die Notwendigkeit einer stationären Krankenversorgung dar.
- Anzeige der hauptsächlichsten Rettungsmittel derer, die auf plötzliche Unglücksfälle leblos geworden sind, oder in naher Lebensgefahr schweben. Iversen, Altona 1770 Digitalisat Bayerische Staatsbibliothek.
  - Anzeige der Rettungsmittel bey Leblosen und in plötzliche Lebensgefahr Gerathenen. Neue Auflage durch Joh. Chr. Friedr. Scherff ausgearbeitet. C. F. Schneider, Leipzig 1787 Digitalisat Bayerische Staatsbibliothek.
- Pharmacopoea Danica : Regia Autoritate A Collegio Medico Hauneiensis Conscripta. Frankfurt – Leipzig 1786 Digitalisat Bayerische Staatsbibliothek.
- Geschichte der Lustseuche, die zu Ende des XV. Jahrhunderts in Europa ausbrach. Herold, Altona 1783, auch Hamburg 1789 Digitalisat Bayerische Staatsbibliothek.
- Vom abendländischen Aussatze im Mittelalter, nebst einem Beitrage zur Kenntnis und Geschichte des Aussatzes. Gebrüder Herold, Hamburg 1790. Digitalisat Bayerische Staatsbibliothek; Nachdruck, Bachmann und Gundermann, Hamburg 1794.
- Allgemeine Therapie. Herausgegeben von Carl Gottlob Kühn. Vogel, Leipzig 1817. Digitalisat Bayerische Staatsbibliothek.

Gemeinsam mit Johann Heinrich Voß verlegte Hensler Werke seines Bruders Peter Wilhelm Hensler, der während eines Aufenthalts in Altona 1779 verstorben war.